# 14,5 × 114 мм
14,5×114 мм — советский патрон для крупнокалиберных пулемётов, противотанковых ружей и крупнокалиберных снайперских винтовок.

## История

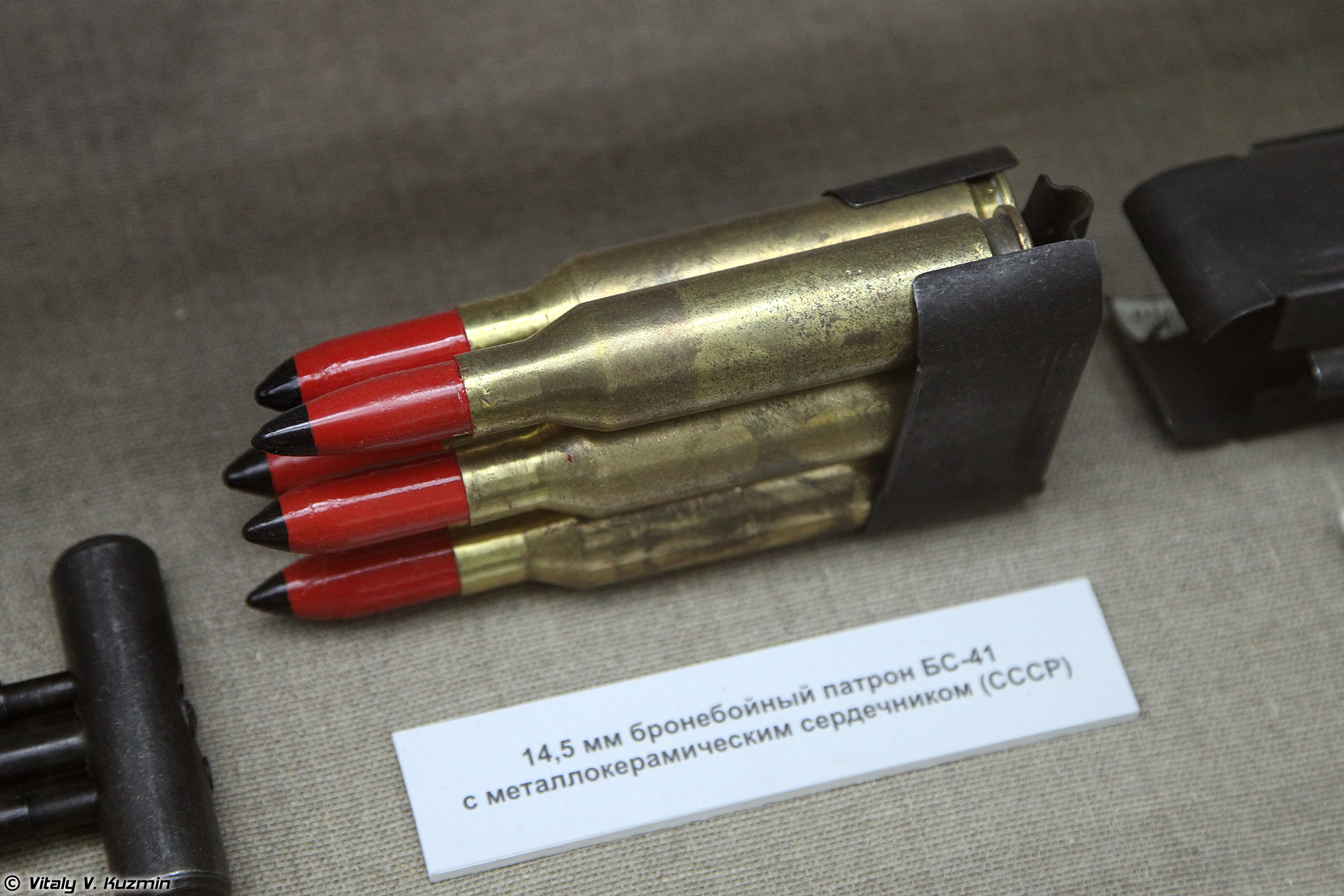
Бронебойный патрон БС-41 с металлокерамическим сердечником в экспозиции музея «Смоленщина в годы Великой Отечественной войны».

Первый вариант 14,5-мм патрона (с бронебойной пулей со стальным сердечником и латунной гильзой) был разработан в 1938 году в качестве боеприпаса для противотанкового ружья.
В 1939 году начались испытания 14,5-мм ПТР системы Рукавишникова, одновременно с которыми в 1939—1940 гг. продолжались работы над 14,5-мм патроном. Доработка патрона состояла в уточнении размеров толщины стенок гильзы и в выборе головной части сердечника пули.
Серийное производство патрона было начато в 1941 году.
16 июля 1941 года доработанный патрон с бронебойно-зажигательной пулей со стальным калёным сердечником был принят на вооружение РККА под обозначением «14,5-мм патрон Б-32».
15 августа 1941 года второй вариант патрона, с бронебойно-зажигательной пулей с твердосплавным металлокерамическим сердечником был принят на вооружение РККА под наименованием «14,5-мм патрон с пулей БС-41».
В 1943 году ряд операций в производстве патрона был автоматизирован, что позволило существенно увеличить выпуск 14,5-мм патронов.
В 1944 г. патрон стал боеприпасом для пулемётов КПВ и КПВТ, которые устанавливали на бронетехнику (от БРДМ-2 и БТР-60ПБ до БТР-80) и использовали в зенитно-пулемётных установках.
После окончания Второй мировой войны патрон был принят на вооружение армий стран Организации Варшавского Договора.
Производство патрона было освоено в Болгарии.
На рубеже 1980-х — 1990-х годов под этот патрон началась разработка крупнокалиберных снайперских винтовок (одной из первых стала венгерская М3 «Gepard»).

## Номенклатура патронов
| Патрон        | Индекс ГРАУ  | Примечание |
| ------------- | ------------ | --- |
| 14,5 Б-32 гл  | 57-БЗ-561    | патрон с бронебойно-зажигательной пулей Б-32 со стальным сердечником и латунной гильзой |
| 14,5 Б-32 гс  | 57-БЗ-561С   | патрон с бронебойно-зажигательной пулей Б-32 со стальным сердечником и стальной гильзой |
| 14,5 БЗТ гл   | 57-БЗТ-561   | патрон с бронебойно-зажигательно-трассирующей пулей БЗТ-44 со стальным сердечником и латунной гильзой |
| 14,5 БЗТ гс   | 57-БЗТ-561С  | патрон с бронебойно-зажигательно-трассирующей пулей БЗТ-44 со стальным сердечником и стальной гильзой |
| 14,5 БЗТ-М гс | 57-БЗТ-561СМ | патрон с бронебойно-зажигательно-трассирующей пулей БЗТ-М со стальным сердечником и стальной гильзой |
| 14,5 БС-39    |              | патрон с бронебойной пулей БС-39 со стальным сердечником |
| 14,5 БС-41    | 57-БЗ-562    | патрон с бронебойно-зажигательной пулей БС-41 с металлокерамическим сердечником (карбид вольфрама) |
| 14,5 БСТ      | 57-БЗТ-562   | патрон с бронебойно-зажигательно-трассирующей пулей БСТ |
| 14,5 МДЗ гл   | 57-З-564     | патрон с зажигательной пулей мгновенного действия МДЗ и латунной гильзой |
| 14,5 МДЗ гс   | 57-З-564С    | патрон с зажигательной пулей мгновенного действия МДЗ и стальной гильзой |
| 14,5 МДЗ      | 7-З-1        | патрон с зажигательной пулей мгновенного действия МДЗ |
| 14,5 МДЗ-М    | 7-З-6        | патрон с зажигательной пулей мгновенного действия МДЗ-М |
| 57-З-561М     |              | патрон с пристрелочно-зажигательной пулей ЗП |
| 57-Н-561УЧ    |              | учебный патрон |
| 57-Х-561      |              | холостой патрон |
|               |              | патрон с бронебойно-зажигательно-химической пулей БЗХ. В качестве эксперимента для повышения эффективности в донную часть сердечника БС-41 была помещена капсула с раздражающим веществом ХАФ (хлорацетофенон). После пробивания брони создавала в заброневом пространстве непереносимую концентрацию слезоточивого газа и выводила из строя находящуюся там живую силу противника. Подобный эффект был применён немцами для 7,92-мм противотанкового ружья PzB-39. |

## Оружие, использующее патрон
- КПВ (КПВТ) (ЗГУ-1, ЗПУ-1, ЗПУ-2, ЗПУ-4, 2М-5)
- ПТРД
- ПТРС
- Gepard M3 (Gepard M6)
- IST Истиглал
- M500 (M600 опционально)
- QJG-02
- Snipex T-Rex
- Mechem NTW-20
- Snipex Alligator
- Truvelo SR